# Philydor
Philydor es un género de aves paseriformes perteneciente a la familia Furnariidae que agrupa a tres especies nativas de América del Sur, —una de ellas (P. novaesi) extinta—, cuyas áreas de distribución se encuentran entre el este de Venezuela y las Guayanas al norte y el centro de Bolivia, noreste de Argentina y sur de Brasil al sur. Diversos estudios demostraron que el presente género, como anteriormente conformado, era polifilético y, como consecuencia, varias especies fueron transferidas a los géneros Syndactyla, Anabacerthia, Dendroma y Neophilydor. A sus miembros se les conoce por el nombre común de ticoticos, y también hojarasqueros, limpiafrondas o limpia-follajes, entre otros.

## Características
Las ticoticos de este género son furnáridos bastante grandes, midiendo entre 16,5 y 18 cm de longitud, de cola larga. Son ampliamente encontrados en selvas húmedas de baja altitud y montanas bajas; algunas especies son arborícolas y relativamente fáciles de observar, mientras otras permanecen en los enmarañados y por lo tanto son más furtivas. Presentan poco o ningún estriado, pero todas tienen lista superciliar, más marcante en algunas que en otras. Comparados con los ticoticos del género Automolus, son más esbeltos y siguen un patrón más robusto.

## Sistemática
El género Philydor fue propuesto por el naturalista alemán Johann Baptist von Spix en 1824, y la especie tipo subsecuentemente designada fue Philydor superciliaris Spix, 1824, en realidad un sinónimo posterior de Anabates atricapillus, actualmente Philydor atricapillus.

### Etimología
El nombre genérico neutro «Philydor» se compone de las palabras del griego « φιλος philos» que significa ‘que ama’, y «ὑδωρ hudōr, ὑδατος hudatos» que significa ‘agua’.

### Taxonomía
La especie antes denominada Philydor dimidiatum, anteriormente agrupada en el presente género, fue movida al género Syndactyla, siguiendo a los estudios de Robbins & Zimmer (2005), y cambiando el nombre científico para Syndactyla dimidiata como aprobado por la Propuesta N° 198 al Comité de Clasificación de Sudamérica (SACC). Este cambio fue confirmado posteriormente por los estudios de Derryberry et al. (2011).
Los estudios genéticos-moleculares de Derryberry et al. (2011), demostraron cabalmente que las entonces especies P. ruficaudatum y P. lichtensteini, pertenecientes al presente, estaban mucho más próximas del género Anabacerthia. Mediante la aprobación de la Propuesta N° 527 al SACC, fueron transferidas, cambiando sus nombres científicos para: Anabacerthia ruficaudata y Anabacerthia lichtensteini.
Los mismos estudios de Derryberry et al. (2011) sugieren que el presente género era polifilético, con la especie tipo del género, P. atricapillus, probablemente hermanada con P. pyrrhodes, y este par formando un grupo monofilético con los géneros Heliobletus y Cichlocolaptes, pero que todas las otras anteriormente en el género, estaban más próximas de otros géneros.
Las entonces P. erythropterum y P. rufum están hermanadas con Ancistrops strigilatus, y juntas no están ni cercanamente emparentadas con Philydor pero cercanos al clado formado por Clibanornis y Automolus. La solución encontrada fue separar estas dos especies en un género resucitado Dendroma Swainson, 1837, bajo los nombres de Dendroma rufa y Dendroma erythroptera, ya que el género es femenino. El SACC aprobó esta separación en la Propuesta N° 819.
También se demostró que las dos especies Philydor erythrocercum y P. fuscipenne no eran ni cercanamente parientes de Philydor atricapillus, la especie tipo del género; lo que fue posteriormente confirmado por estudios más recientes de Harvey et al. (2020).
Las afinidades exactas del clado formado por P. erythrocercum y P. fuscipenne no están totalmente definidas, mientras Derryberry et al. (2011) muestran que el par es hermano de Megaxenops, Harvey et al. (2020) muestran que es hermano de Anabazenops. De cualquier forma se estima que son divergentes de ambos entre diez y seis millones de años respectivamente; fenotípicamente también no se encajan, P. erythrocercum y P. fuscipenne tienen picos menores, alas más alargadas, colas más cuadradas, y tarsos más cortos comparados a Megaxenops y Anabazenops.
Por lo tanto la solución más obvia encontrada para separar el par, y dado que no había ningún nombre genérico disponible, fue describir un nuevo género Neophilydor Sangster, Harvey, Gaudin y Claramunt, 2023. La separación en el nuevo género fue adoptada por las principales clasificaciones y reconocida por el SACC en la Propuesta No 991.

## Lista de especies
Según las clasificaciones del Congreso Ornitológico Internacional (IOC) y Clements Checklist/eBird, el género agrupa a las siguientes especies con el respectivo nombre popular de acuerdo con la Sociedad Española de Ornitología (SEO):
| Imagen | Nombre científico     | Autor                    | Nombre común         | Estado de conservación | Distribución |
| ------ | --------------------- | ------------------------ | -------------------- | ---------------------- | ------------ |
|        | Philydor novaesi      | Teixeira & Gonzaga, 1986 | ticotico de Alagoas  | EX                     |              |
|        | Philydor atricapillus | (Wied-Neuwied, 1821)     | ticotico cabecinegro | LC                     |              |
|        | Philydor pyrrhodes    | (Cabanis, 1848)          | ticotico lomicanelo  | LC                     |              |